# Pieni-Olli (ö, lat 62,83, long 27,83)
Pieni-Olli är en ö i Finland. Den ligger i sjön Kallavesi och i sjön Kallavesi och i  kommunen Kuopio i den ekonomiska regionen  Kuopio ekonomiska region  och landskapet Norra Savolax, i den centrala delen av landet, 300 km nordost om huvudstaden Helsingfors. Öns area är 7,3 hektar och dess största längd är 430 meter i öst-västlig riktning.